# コルグ・Kaossilatorシリーズ
Kaossilatorシリーズ（カオシレーターシリーズ）とは、2007年に楽器メーカーのコルグから発売されたシンセサイザーの型番・商品名、またはそれを起源とするシリーズ名である。

## 概要
本体のタッチパネル（XYパッド）で操作し、プリセットされた幅広い音域の音を鳴らすことができる。キーやスケールの設定で、誰にでも音程を外さずに即興で演奏をすることが可能。ゲートアルペジエーターとループレコーディング機能を搭載している。同社の人気エフェクターシリーズ、Kaoss Padをヒントに開発された。

## 初代機 Kaossilator KO-1
「ダイナミックフレーズシンセサイザー」と銘打たれていた。乾電池駆動。

## その他の機種
Kaossilator 2S
Kaossilator PRO+
2013年発売。2010年にリリースされたKaossilator PROを改良したモデルである。
iKaossilator for iPhone and iPad
Kaossilatorを元に、iOS端末向けに移植されたモバイルアプリである。
KORG Kaossilator for Android
Android端末向けのモバイルアプリである。